# Åke Falck
För konstnären, se Åke Falk.

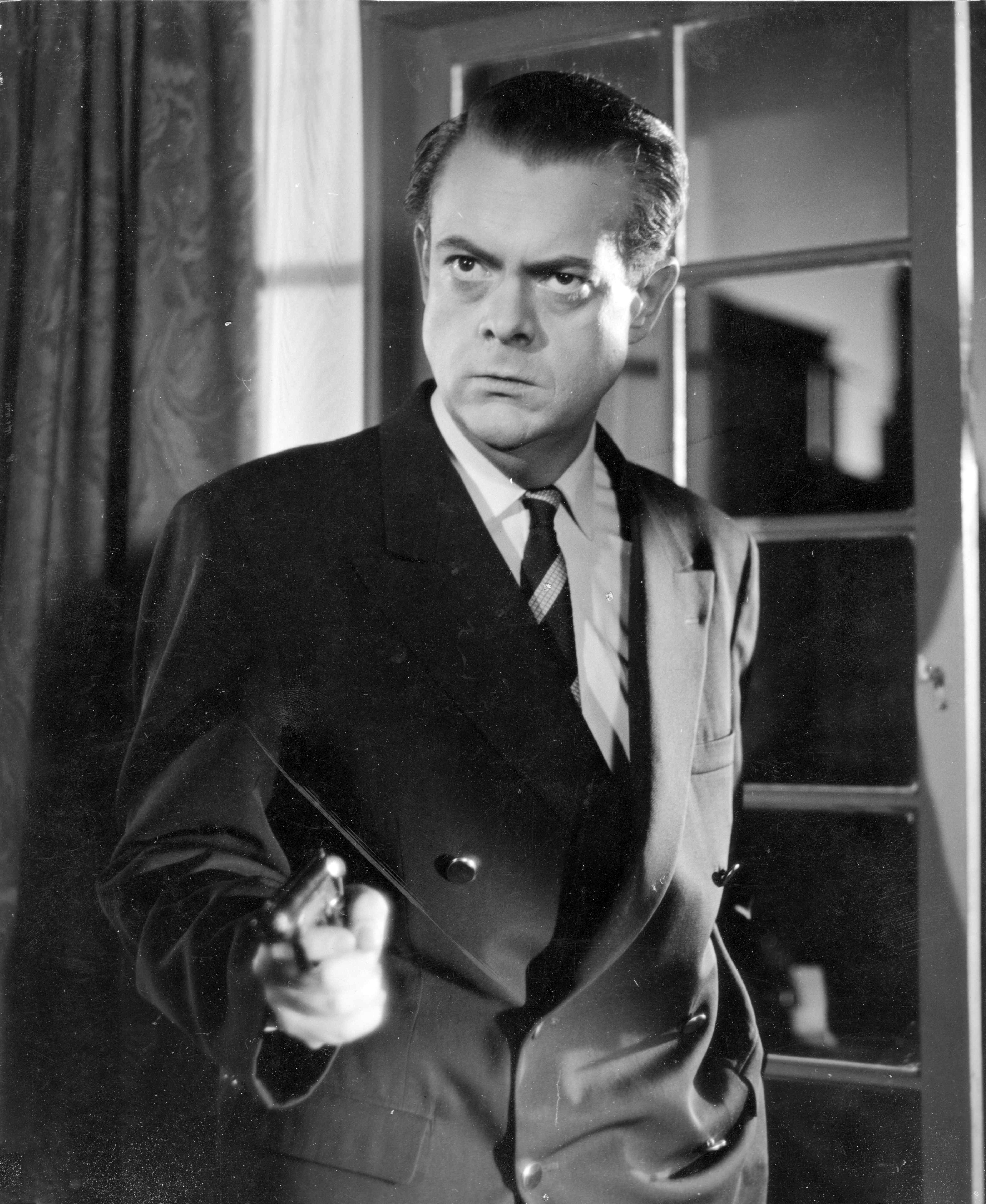
Åke Falck som Jerk Domare i thrillern Tärningen är kastad (1960).

Åke Erik Lennart Falck, född 3 april 1925 i Göteborg, död 13 oktober 1974 i Göteborg, var en svensk regissör, skådespelare, programledare, manusförfattare och tv-producent. 
Falck arbetade länge som radioreporter, men intresserade sig tidigt för TV och studerade den nya tekniken i London. Före TV-åldern lämnade han dock Sveriges Radio för att arbeta som regissör vid Göteborgs Stadsteater, där han bland annat iscensatte skådespel av Strindberg, Schiller, Tennessee Williams och Ibsen. 1960 återvände han till Stockholm för att arbeta med TV. 
Han gifte sig 1949 med sångerskan Brita Nordström (1925–2005) med vilken han fick sonen Peter Emanuel Falck 1952. År 1960 gifte han om sig med TV-producenten Karin Sohlman och fick dottern Carolina Falck 1961.
Åke Falck begravdes den 12 november 1974 på Djursholms begravningsplats i Danderyds kommun. Åke Falcks Gata i stadsdelen Torp i Göteborg uppkallades 2011 efter honom.

## Film- och tv-produktioner

### Biograflångfilmer
| År   | Premiärdatum | Produktion           | Insatser | Insatser | Insatser | Insatser | Produktionsbolag      | Ref.                 |
| År   | Premiärdatum | Produktion           | Regi     | Manus    | Roll     | Speaker  | Produktionsbolag      | Ref.                 |
| ---- | ------------ | -------------------- | -------- | -------- | -------- | -------- | --------------------- | -------------------- |
| 1950 | 6 mars       | Flicka och hyacinter |          |          | ✔        |          | Terrafilm             | [ 4 ]                |
| 1952 | 12 augusti   | Eldfågeln            |          |          | ✔        |          | Terrafilm/Romana film | [ 5 ]                |
| 1960 | 15 februari  | Tärningen är kastad  |          |          | ✔        |          | Sandrew Film & Teater | [ 6 ]                |
| 1963 | 2 september  | Adam och Eva         | ✔        |          |          | ✔        | Minerva Film          | [ 7 ]                |
| 1964 | 24 augusti   | Bröllopsbesvär       | ✔        |          |          | ✔        | Minerva Film          | [ 8 ]                |
| 1966 | 26 december  | Prinsessan           | ✔        | ✔        |          |          | Europa Film           | [ 9 ]                |
| 1968 | 23 september | Vindingevals         | ✔        | ✔        |          |          | Minerva Film/SF       | [ 10 ]               |
| 1969 | 10 februari  | Farbror Blås nya båt |          |          |          | ✔        | Omegafilm             | [ 11 ] [ 12 ] [ 13 ] |

### Kortfilmer
| År    | Produktion                             | Insatser | Insatser | Insatser | Insatser | Insatser       | Produktionsbolag                     | Länk        | Ref.   |
| År    | Produktion                             | Regi     | Manus    | Roll     | Speaker  | Övrigt         | Produktionsbolag                     | Länk        | Ref.   |
| ----- | -------------------------------------- | -------- | -------- | -------- | -------- | -------------- | ------------------------------------ | ----------- | ------ |
| 1951  | Ödets tärningskast                     |          |          |          | ✔        |                | Sandrew-Ateljéerna                   | Filmarkivet | [ 14 ] |
| 1952  | Bättre 50-tal                          |          |          |          | ✔        |                | Sandrew-Ateljéerna                   | Filmarkivet | [ 15 ] |
| 1953  | Där sillen och badgästerna stimmar ... | ✔        | ✔        |          | ✔        |                | Sandrew-Ateljéerna                   | Filmarkivet | [ 16 ] |
| 1953  | Museet                                 | ✔        |          | ✔        |          |                | Sandrew-Ateljéerna                   | Filmarkivet | [ 17 ] |
| 1954  | Människor på tåg                       |          |          |          | ✔        |                | Sandrew-Ateljéerna                   | Filmarkivet | [ 18 ] |
| 1956  | I takt med tiden                       |          |          | ✔        |          |                | Nordisk Tonefilm                     |             | [ 19 ] |
| 1960  | Från fall till fall                    |          |          |          | ✔        |                | SF/Bent Barfod Film                  |             | [ 20 ] |
| 1960  | Vikingabygd i jetåldern                |          |          |          | ✔        |                | Sandrew-Ateljéerna                   | Filmarkivet | [ 21 ] |
| 1962  | Wenner-Gren Center                     |          |          |          | ✔        |                | Suecia-Film                          | Filmarkivet | [ 22 ] |
| 1964? | Ett tryggat skratt                     | ✔        |          |          |          |                |                                      |             | [ 23 ] |
| 1964  | Göteborg - hjärtpunkt i Norden         |          |          |          | ✔        |                | Filmkontakt/SF/Sandrew Film & Teater | Filmarkivet | [ 24 ] |
| 1966  | Huj                                    |          |          |          |          | Idé            | Svenska Filminstitutet/Filmskolan    |             | [ 25 ] |
| 1971  | Invigningen av Filmhuset               |          |          |          |          | Invigningsgäst | Svenska Filminstitutet               | Filmarkivet | [ 26 ] |

### TV-teater och -filmer
| År   | Produktion                                | Insatser | Insatser | Insatser | Insatser | Insatser  | Produktionsbolag                   | Länk        | Ref.          |
| År   | Produktion                                | Regi     | Manus    | Roll     | Speaker  | Övrigt    | Produktionsbolag                   | Länk        | Ref.          |
| ---- | ----------------------------------------- | -------- | -------- | -------- | -------- | --------- | ---------------------------------- | ----------- | ------------- |
| 1961 | Nina, Nora, Nalle (TV-serie)              | ✔        |          |          |          |           | Sveriges Radio                     |             | [ 27 ]        |
| 1963 | Herr "M" bekommt eine stunde (TV-film)    | ✔        |          |          |          |           | Falck Produktion/Intertel          |             | [ 28 ]        |
| 1964 | Narr (TV-film)                            | ✔        | ✔        |          |          |           | Falck Produktion                   |             | [ 29 ]        |
| 1965 | En historia till fredag (TV-serie)        | ✔        |          |          | ✔        | Producent | Falck Produktion/Sveriges Radio-TV |             | [ 30 ]        |
| 1966 | Nattflyg (TV-film)                        | ✔        |          |          |          |           | Sveriges Radio i Umeå/Europa Film  |             | [ 31 ]        |
| 1968 | Påsk (TV-film)                            | ✔        |          |          |          |           |                                    |             | [ 32 ]        |
| 1968 | Petters och Lottas jul (TV-film)          |          |          |          | ✔        |           | Omegafilm                          |             | [ 33 ]        |
| 1968 | Olles skidfärd (TV-film)                  |          |          |          | ✔        |           | Omegafilm                          |             | [ 34 ]        |
| 1968 | Tant Grön, Tant Brun och Tant Gredelin    |          |          |          | ✔        |           | Omega Film                         |             | [ 35 ]        |
| 1968 | Tant Bruns födelsedag                     |          |          |          | ✔        |           | Omega Film                         |             | [ 36 ]        |
| 1968 | H.C. Andersen-sagor (TV-serie)            |          |          |          | ✔        |           | Filmkonsult/Sveriges Radio         |             | [ 37 ]        |
| 1969 | Herkules Jonssons storverk (TV-serie)     |          |          |          |          | Producent | Sveriges Radio-TV                  | Öppet arkiv | [ 38 ]        |
| 1970 | Petter och Lotta på nya äventyr (TV-film) |          |          |          | ✔        |           | Omegafilm                          |             | [ 39 ]        |
| 1971 | Änkeman Jarl (TV-film)                    |          |          |          |          | Producent | Sveriges Radio-TV                  | Öppet arkiv | [ 40 ]        |
| 1973 | Ett köpmanshus i skärgården (TV-serie)    | ✔        |          | ✔        |          |           | Sveriges Radio-TV                  |             | [ 41 ] [ 42 ] |
| 1974 | Nattens konung (TV-film)                  | ✔        |          |          |          | Producent | Sveriges Radio-TV                  | Öppet arkiv | [ 43 ]        |

### Övriga TV-produktioner
- 1954 – En skål för televisionen
- 1960 – En kväll med Jules Sylvain
- 1960 – En kväll med Karl Gerhard[44]
- 1962 – Kaskad
- 1967 – Holländarn
- 1971 – Rita lite mera (för småbarn; svensk berättare; i grunden en dansk produktion med teckningar av Ib Spang Olsen)[45]
- 1971–1973 – Halvsju

## Teater

### Regi
| År   | Produktion                                                             | Upphovsmän                                                        | Teater                           | Premiär           | ggr | Ref.          |
| ---- | ---------------------------------------------------------------------- | ----------------------------------------------------------------- | -------------------------------- | ----------------- | --- | ------------- |
| 1954 | Lille kommissarien                                                     | Marcel Achard                                                     | Alléteatern                      | 14 april 1954     | 45  | [ 46 ] [ 47 ] |
| 1954 | Huset i natten                                                         | Thierry Maulnier                                                  | Göteborgs stadsteaters studio    | 19 februari 1954  | 23  | [ 48 ]        |
| 1955 | Katt på hett plåttak                                                   | Tennessee Williams                                                | Göteborgs stadsteater            | 2 september 1955  | 67  | [ 49 ]        |
| 1955 | Marius                                                                 | Marcel Pagnol                                                     | Göteborgs stadsteater            | 17 november 1955  | 38  | [ 49 ]        |
| 1956 | Klaga månde Elektra                                                    | Eugene O'Neill                                                    | Göteborgs stadsteater            | 28 mars 1956      | 31  | [ 49 ]        |
| 1956 | Anne Franks dagbok                                                     | Frances Goodrich/Albert Hackett                                   | Göteborgs stadsteater            | 24 augusti 1956   | 63  | [ 49 ]        |
| 1956 | Livet en dröm                                                          | Calderon                                                          | Göteborgs stadsteater            | 14 november 1956  | 34  | [ 50 ]        |
| 1956 | Se dig om i vrede                                                      | John Osborne                                                      | Göteborgs stadsteater i förorter | 30 december 1956  | 6   | [ 51 ]        |
| 1957 | Se dig om i vrede                                                      | John Osborne                                                      | Göteborgs stadsteaters studio    | 10 januari 1957   | 36  | [ 52 ]        |
| 1957 | Sista stationen                                                        | Erich Maria Remarque                                              | Göteborgs stadsteater            | 7 februari 1957   | 35  | [ 50 ]        |
| 1957 | Hedda Gabler                                                           | Henrik Ibsen                                                      | Göteborgs stadsteaters studio    | 23 mars 1957      | 29  | [ 52 ]        |
| 1957 | Mjölkhagen                                                             | Dylan Thomas                                                      | Göteborgs stadsteater            | 22 augusti 1957   | 34  | [ 50 ]        |
| 1957 | Maria Stuart                                                           | Friedrich Schiller                                                | Göteborgs stadsteater            | 23 oktober 1957   | 43  | [ 50 ]        |
| 1958 | Brockfågeln                                                            | Robert Yale Libott                                                | Göteborgs stadsteater            | 17 januari 1958   | 38  | [ 50 ]        |
| 1958 | Två åsnor                                                              | Lars Forssell m.fl.                                               | Göteborgs stadsteater            | 30 april 1958     | 30  | [ 53 ]        |
| 1958 | Ägget                                                                  | Félicien Marceau                                                  | Göteborgs stadsteaters studio    | 22 augusti 1958   | 37  | [ 52 ]        |
| 1958 | Se hemåt ängel                                                         | Ketti Frings                                                      | Göteborgs stadsteater            | 10 oktober 1958   | 35  | [ 53 ]        |
| 1958 | Ägget                                                                  | Félicien Marceau                                                  | Göteborgs stadsteater            | 19 oktober 1958   | 7   | [ 53 ]        |
| 1959 | Mäster Olof (mellandramat)                                             | August Strindberg                                                 | Göteborgs stadsteater            | 6 januari 1959    | 39  | [ 53 ]        |
| 1959 | Ägget                                                                  | Félicien Marceau                                                  | Intiman                          | 4 februari 1959   | 122 | [ 54 ]        |
| 1959 | Bord nummer sex                                                        | Terence Rattigan                                                  | Göteborgs stadsteaters studio    | 6 maj 1959        | 24  | [ 55 ]        |
| 1959 | Fönsterbord                                                            | Terence Rattigan                                                  | Göteborgs stadsteaters studio    | 6 maj 1959        | 24  | [ 55 ]        |
| 1959 | Irma la Douce                                                          | Marguerite Monnot                                                 | Scalateatern                     | 29 oktober 1959   | 97  | [ 56 ]        |
| 1960 | Änkeman Jarl                                                           | Vilhelm Moberg                                                    | Göteborgs stadsteater            | 4 maj 1960        | 29  | [ 57 ]        |
| 1960 | Kvartetten som sprängdes                                               | Birger Sjöberg                                                    | Skansens friluftsteater          | 22 juni 1960      | 68  | [ 58 ] [ 59 ] |
| 1961 | Det är aldrig för sent                                                 | Felicity Douglas                                                  | Intiman                          | 2 mars 1961       | 146 | [ 60 ] [ 54 ] |
| 1962 | Den tappre soldaten Svejk Osudy dobrého vojáka Švejka za světové války | Jaroslav Hašek Dramatisering Karl Larsen, Översättning Nils Beyer | Skansens friluftsteater          | 9 juni 1962       | 79  | [ 59 ]        |
| 1964 | Nya ryck i snöret                                                      | Povel Ramel/Beppe Wolgers/Emil Norlander                          | Idéon                            | 28 september 1964 | 80  | [ 61 ] [ 62 ] |
| 1974 | Annie Get Your Gun                                                     | Irving Berlin                                                     | Scandinavium                     | 5 september 1974  | 12  | [ 63 ] [ 64 ] |

### Manus
Åke Falck skrev de monologer som framfördes av Jan Nygren i revyn Två åsnor på Göteborgs stadsteater 1958.

## Radioteater
| År   | Produktion                      | Upphovsmän                                 | Insatser | Insatser | Insatser | Insatser | Ref.          |
| År   | Produktion                      | Upphovsmän                                 | Regi     | Manus    | Roll     | Speaker  | Ref.          |
| ---- | ------------------------------- | ------------------------------------------ | -------- | -------- | -------- | -------- | ------------- |
| 1953 | Mig till skräck                 | Ingmar Bergman                             | ✔        |          |          |          |               |
| 1956 | Tempo, tempo Der Terminkalender | Max Gundermann Översättning Ingalisa Munck | ✔        |          |          |          | [ 66 ]        |
| 1960 | Lilla Innerskär                 | Åke Falck                                  | ✔        | ✔        | ✔        | ✔        | [ 67 ] [ 68 ] |
| 1960 | Kvartetten som sprängdes        | Birger Sjöberg                             | ✔        |          |          |          | [ 69 ]        |

## Diskografi

### Inläsningar (i urval)
- Stortån på resa ; Gumman som blev liten som en tesked är barnvakt / Alf Prøysen (Önskesagan #1, ca 1965?)[70]
- Snickare Anderssons jul ; Sagan om trollens jul (Önskesagan #5, ca 1965?)[71]
- John Blunds halvsjusagor (SR Records, 1970-tal)[72]
- John Blunds halvsjusagor. 2 (SR Records, 1970-tal)[73]
- John Blunds halvsjusagor. 3 (SR Records, 1970-tal)[74]
- Elefantpojken (Polydor, 1973)[75]

## Priser och utmärkelser
- 1962 – Guldrosen (Rose d'Or) för bästa tv-program (Kaskad)
- 1964 – Svenska Filmkritikerförbundets pris för Bröllopsbesvär
- 1972 – Stora journalistpriset
- 1972 – Expressens utmärkelse "Årets TV-program" för Halvsju (beträffande TV-året 1971)[76]

## Bilder

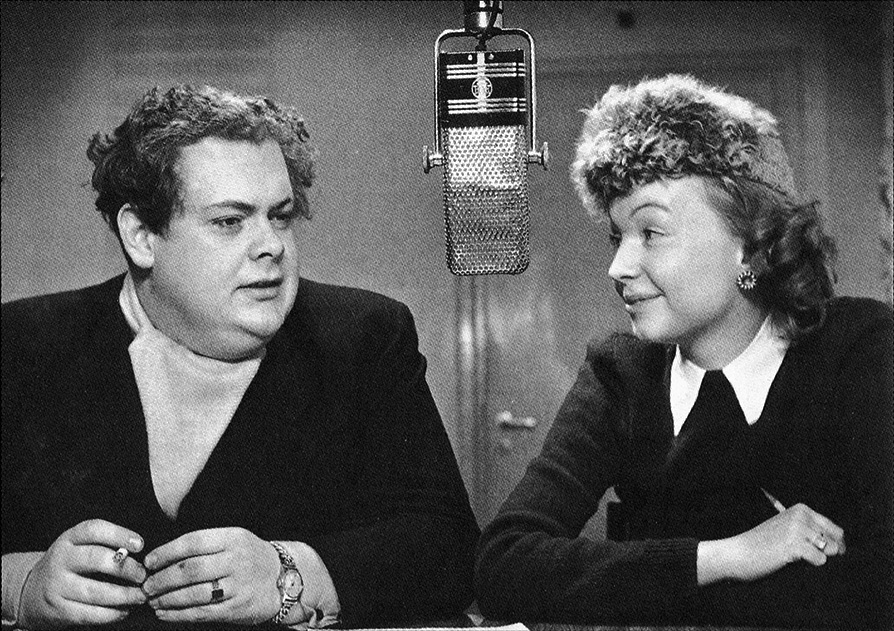
Åke Falck och Birgit Linton talade film i radioprogrammet Fönstret 1947.
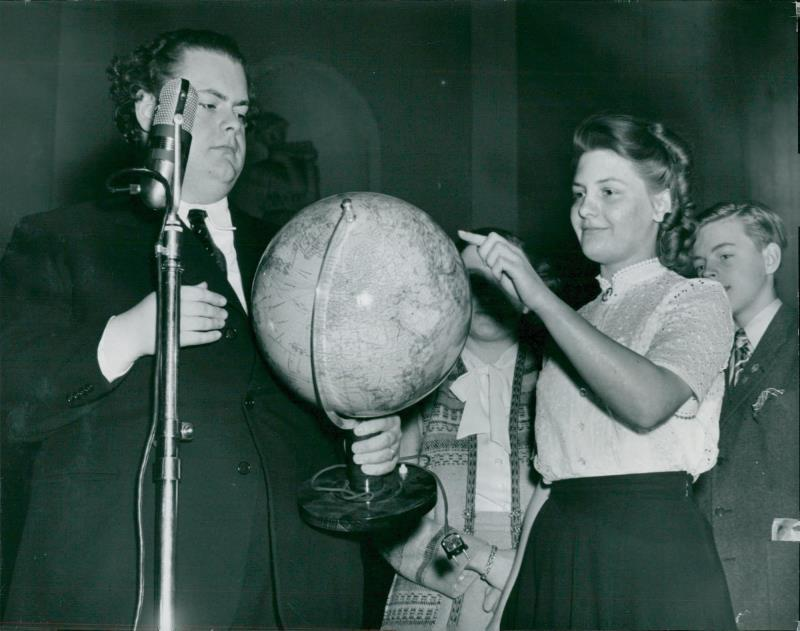
Karusellenkväll på Konserthuset, 1952.
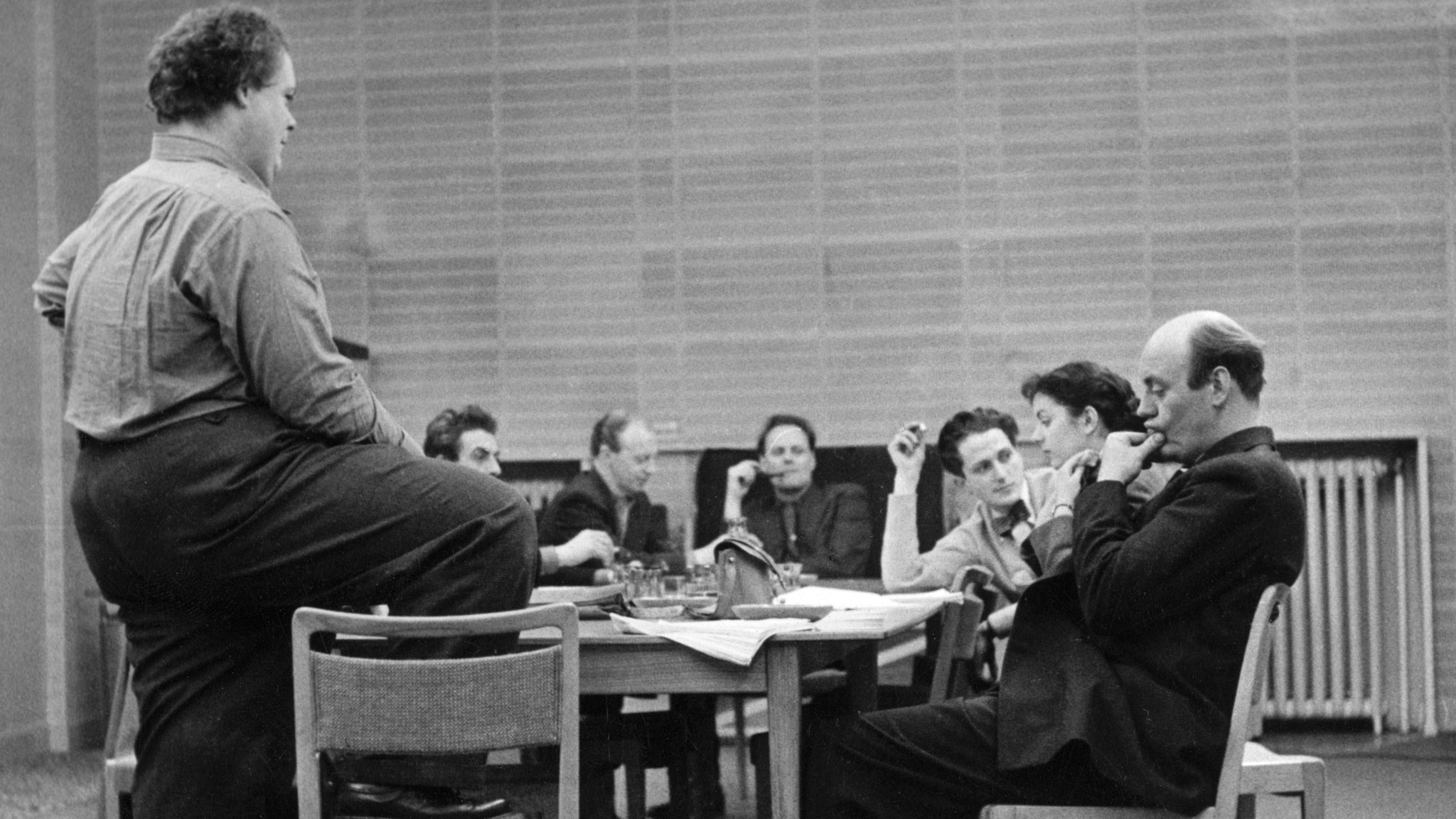
Kollationering av radiopjäsen Herr Arnes penningar, 1954.
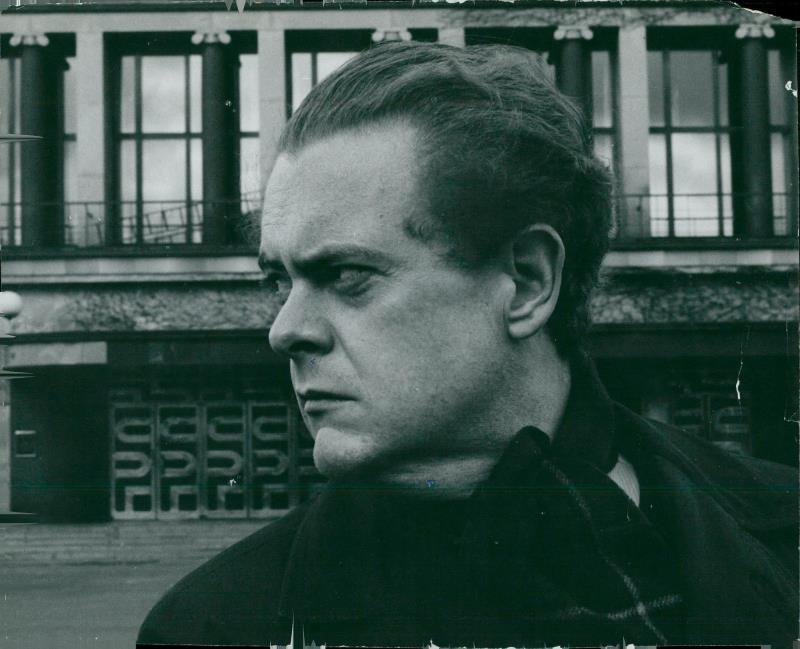
Falck regisserade på Göteborgs stadsteater 1954–1960.
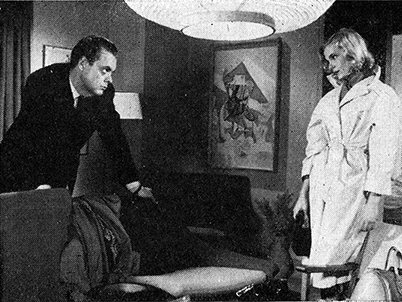
Falck och Gio Petré i filmen Tärningen är kastad (1960), inspelad 1959.
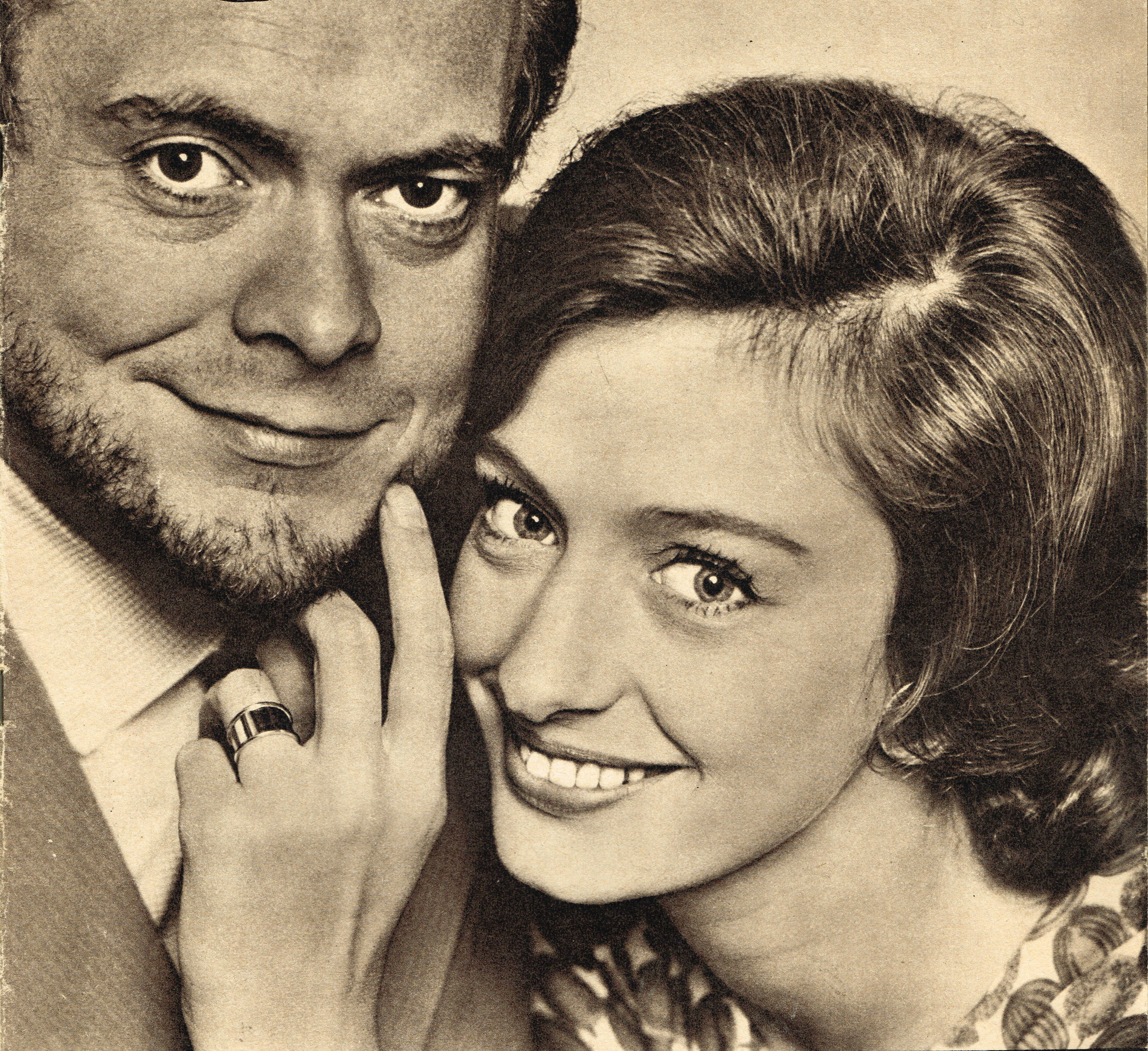
Åke och Karin Falck på omslaget till Veckojournalen året de gifte sig – 1960.
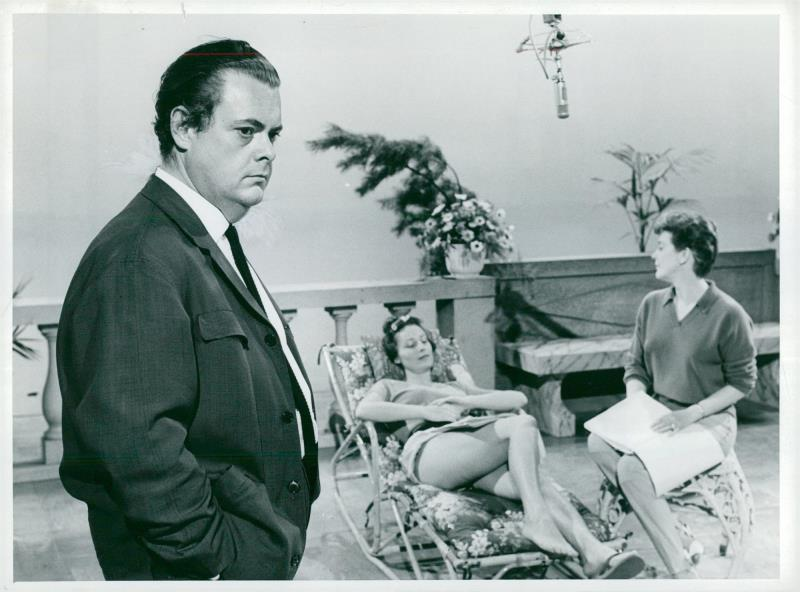
Hösten 1961 spelade Åke Falck in tv-programmet Kaskad (1962), som våren 1962 belönades med det prestigefyllda tv-priset Guldrosen.
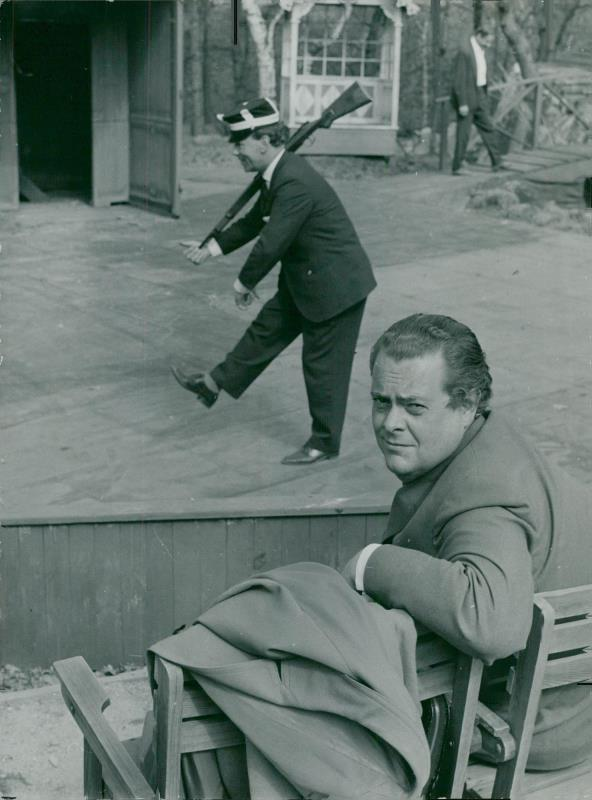
Nils Poppe och Åke Falck på Skansens friluftsteater 1962.
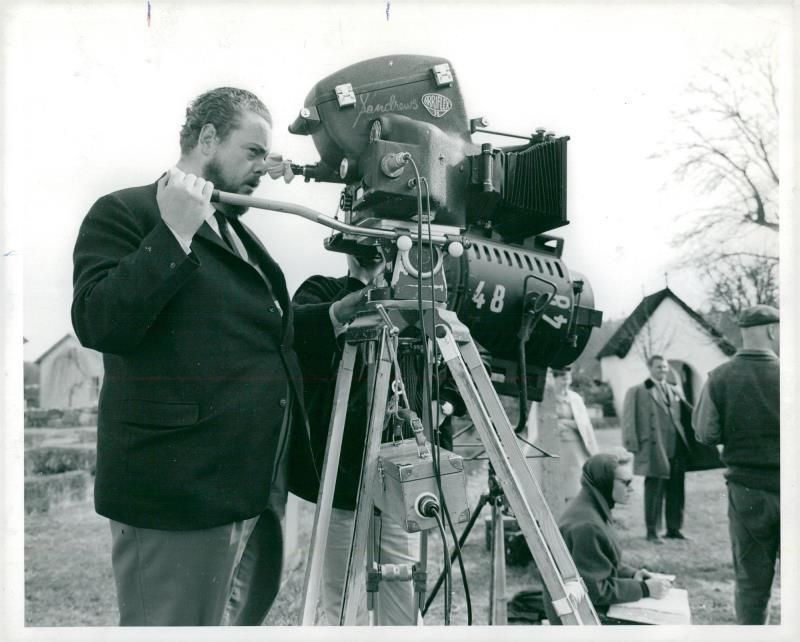
Åke Falck under inspelningarna av filmen Bröllopsbesvär 1964.
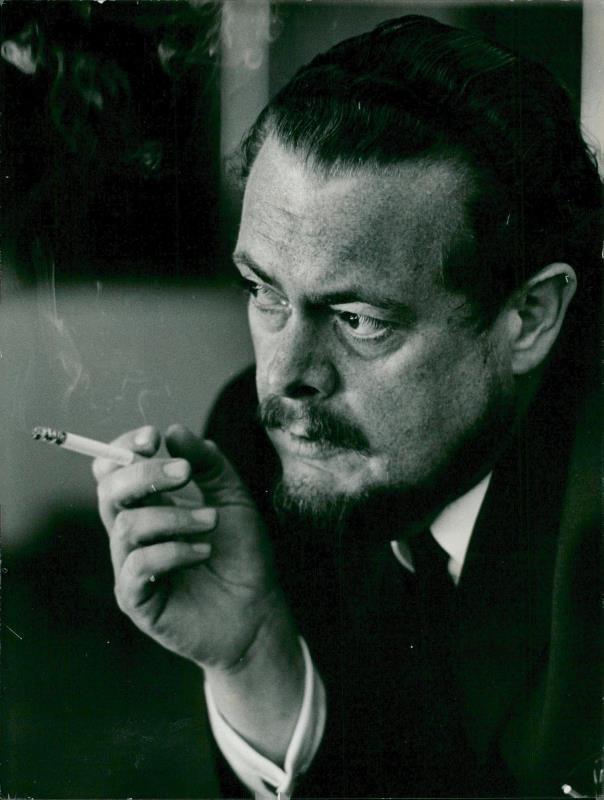
Åke Falck, våren 1966.
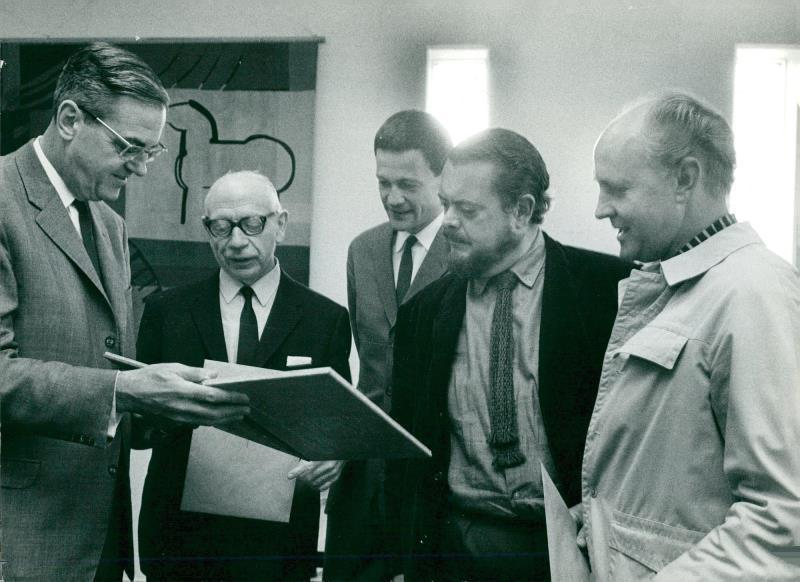
Prisceremoni 1968. Radiochef Olof Rydbeck gratulerar männen bakom tv-operan Holländarn; Herbert Grevenius, Uno Valtentin, Åke Falck och Ingvar Lidholm.

### Webbkällor
- Åke Falck på Svensk Filmdatabas